# Lori dels cocoters
El lori dels cocoters (Trichoglossus haematodus) és una espècie d'ocell de la família dels lloros (Psittacidae) que es distribueix per Nova Guinea, Indonèsia, illa de Timor, Vanuatu, Illes Salomó i la costa oriental d'Austràlia, on habita des de Queensland fins a Austràlia Meridional; es troba també en regions insulars properes i en el nord-est de Tasmània.

## Descripció
El lori dels cocoters mesura entre 25 i 30 cm de llargada i pesa entre 109 i 137 g. El bec és de color vermell ataronjat i el cap de color blau fosc que es torna marró al coll. Té un collar groc i les parts superiors verdes. El pit és vermell amb barres blavoses i negres, i el ventre és verd amb barres grogues. La cua és verda a la part superior i amb barres verdes i grogues a la part inferior. L'iris del mascle és de color vermell brillant, mentre que en la femella és de color vermell ataronjat.

## Distribució i hàbitat
El lori dels cocoters es troba a l'est d'Indonèsia, a les illes Buru, Seram, Misool, Waigeo, Numfoor, Yapen i Aru, i Papua Nova Guinea a Nova Guinea, a l'arxipèlag de Bismarck, les illes Salomó, Vanuatu i Nova Caledònia.
L'espècie ocupa una àmplia gamma d'hàbitats de terres baixes i turons boscosos, com ara manglars, selva tropical, bosc de nypa, pantans, sabana i boscos. També ocupa zones modificades per l'home, com ara plantacions de cocoters, jardins, terres agrícoles i boscos pertorbats. Es troba des del nivell del mar fins a 2.440 m; aquest nivell d'altitud superior varia segons la ubicació.

## Biologia
El lori dels cocoters té la llengua especialitzada, a la punta hi té un petit pinzell, que en realitat són les papil·les esteses de la llengua. Amb l'ajuda de la llengua, principalment poden alimentar-se de nèctar i pol·len de les flors, però també mengen altres parts de les flors, així com llavors, fruits, baies, insectes i larves. Normalment fan un soroll molt fort durant el vol, emetent crits o xiscles (per exemple, "piau-piau-piau"), a intervals regulars.
El lori cocoters és monògam, només trien una parella per a tota la vida. Són ocells diürns que viuen en bandades molt grans. Al vespre, s'uneixen amb la resta d'individus en un arbre dormitori. Aquests ocells poden reproduir-se durant la major part de l'any, depenent de la regió. Normalment es reprodueixen a la primavera, de juliol a desembre. Normalment crien una posta a l'any, de vegades dues.
Els nius solen estar situats en forats de fusta en descomposició, com ara buits d'eucaliptus, a una alçada de 25 metres sobre el terra. Les femelles ponen dos ous rodons de color blanc mat i els incuben durant 23-25 dies. Els pares alimenten els pollets durant 7-8 setmanes, després de les quals abandonen el niu i després de 2-3 setmanes més es tornen completament independents.

## Taxonomia

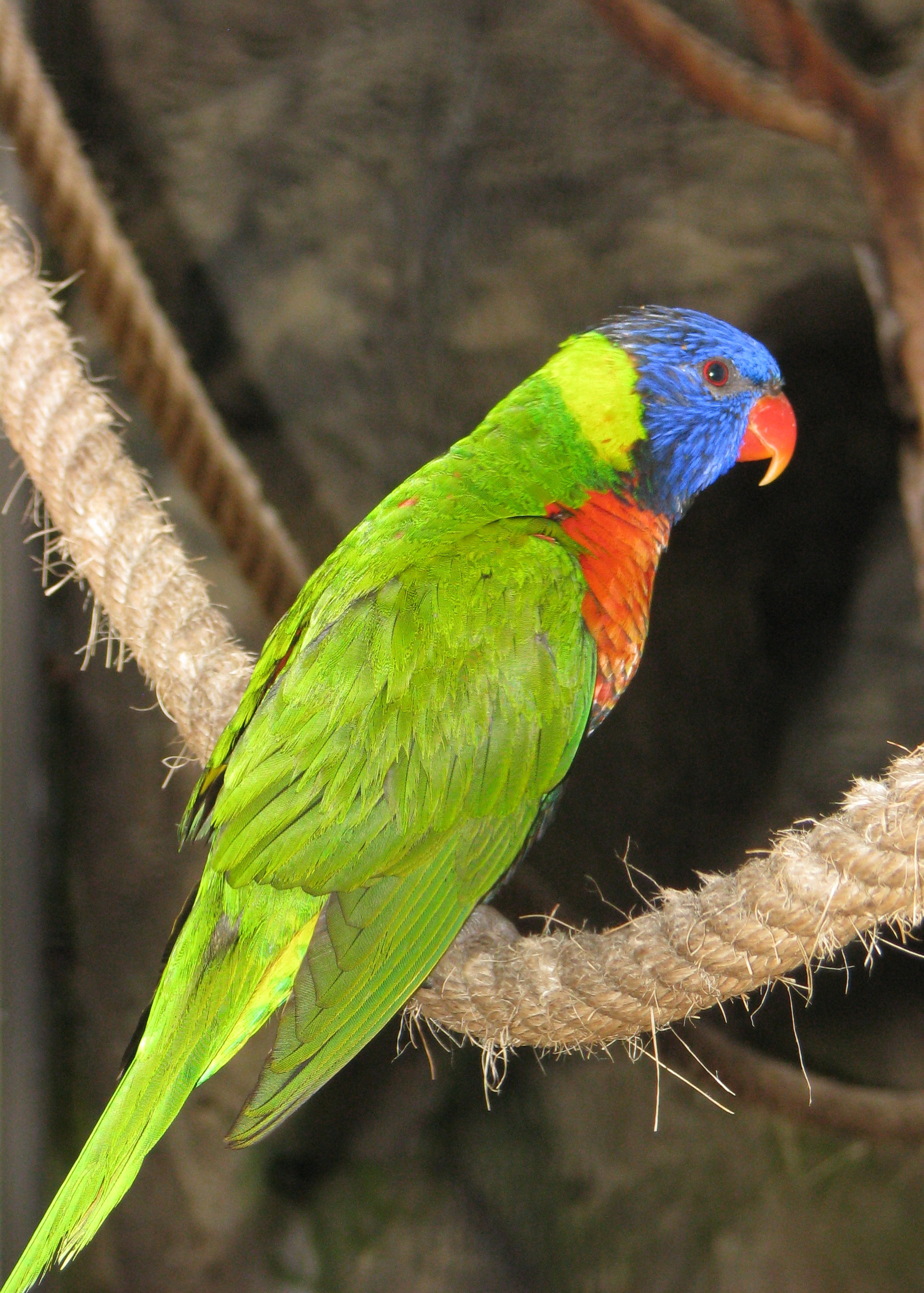
Subespècie Trichoglossus haematodus caeruleiceps

El 1758, el naturalista anglès George Edwards va descriure aquesta espècie com el “lloro de pit vermell” a la seva obra Gleanings of Natural History. Havia obtingut un exemplar dissecat d'un magatzem xinès a Londres, que havia vingut de les Índies Orientals. "És un llor, igual a qualsevol que hagi vist en bellesa; i crec que mai s'ha descrit ni imaginat fins ara." El 1760, el zoòleg francès Mathurin Jacques Brisson va incloure una descripció del lori dels cocoters a la seva Ornithologie basada en un exemplar recollit a l'illa d'Ambon a Indonèsia. Va utilitzar el nom francès “La perruche variée d'Amboine” i el nom llatí Psittaca amboinensis varia. Tot i que Brisson va encunyar noms llatins, aquests no s'ajusten al sistema binomial i no són reconeguts per la Comissió Internacional de Nomenclatura Zoològica.
Reconeixent que els dos autors anteriors havien escrit sobre la mateixa espècie,  el 1771 Carl Linnaeus va descriure formalment el lori dels cocoters com a Psittacus haematod.(us). Havia abreujat el nom per evitar que s'estengués a la línia següent. La forma abreujada es va seguir durant molts anys. L'epítet específic prové del grec antic «haimatōdēs» que significa “vermell sang”. Per tant, la traducció del nom binomial seria “llengua de cabell sagnant”.
Durant molts anys, l'espècie es va definir àmpliament amb 20 o 22 subespècies reconegudes, i era coneguda com el lori irisat (T. moluccanus).
Aquest nom s'ha tornat a aplicar a les poblacions de l'est d'Austràlia, ara classificades com una espècie diferent: Trichoglossus moluccanus. També es reconeixen com a espècies diferents el lori de Forsten (T. forsteni), el lori de Weber (T. weberi), el lori pitgroc (T. capistratus), el lori de collar vermell (T. rubritorquis) i el lori de Biak (T. rosenbergii).
Actualment, el Congres Ornitològic Internacional reconeix vuit subespècies:
- T. h. haematodus (Linnaeus, 1771) - sud de les Moluques, Papua Occidental i a la costa oest i nord de Nova Guinea.
- T. h. caeruleiceps (d'Albertis & Salvadori, 1879) -  illes Kai i Aru, i al sud de Nova Guinea.[nota 1][15][16]
- T. h. micropteryx (Stresemann, 1922) - nord-est i sud-est de Nova Guinea.[nota 2][15][16]
- T. h. flavicans ( Cabanis & Reichenow, 1876) - a Nova Hanover i a les illes de l'Almirallat.
- T. h. nigrogularis (Gray, 1858) - illes Kai i Aru, i al sud de Nova Guinea. Semblant al lori irisat (T. moluccanus).[nota 3][13][14]
- T. h. nesophilus (Neumann, 1929) - es troba a les illes Ninigo i Hermit (illes de l'Almirallat).
- T. h. massena (Bonaparte, 1854) - es troba a l'est de Nova Guinea, a l'illa de Karkar, a l'arxipèlag de Bismarck, a les illes Salomó i a Vanuatu.
- T. h. deplanchii ( Verreaux & des Murs, 1860) - Nova Caledònia i a les illes de la Lleialtat.